# 사랑의 병
《사랑의 병》(일본어: 愛の病)은 2018년 제작된 일본의 드라마 영화이다. 2002년 발생한 '와카야마 데이트 살인 사건'을 바탕으로 한 영화이다.

## 출연

### 주연
- 세토 사오리
- 오카야마 아마네
- 야기 마사야스 : 시로이시 아키라 역

### 조연
- 야마다 마호
- 사사키 코코네
- 쿠로이시 타카히로
- 후지타 토모코